# Уолъс (окръг, Канзас)
Окръг Уолъс (на английски: Wallace County) е окръг в щата Канзас, Съединени американски щати. Площта му е 2367 km², а населението - 1573 души. Административен център е град Шарън Спрингс.